# Codex Chimalpopoca
Le Codex Chimalpopoca est un codex indigène colonial qui figure officiellement dans la Colección Antigua de l'Archivo Histórico de l'Institut National d'Anthropologie et d'Histoire à Mexico sous le numéro 159. Sa localisation actuelle est inconnue. Il semble avoir été égaré vers le milieu du XXe siècle. Pour l'étudier, on en est donc réduit à consulter un fac-similé. Il est constitué de trois parties, dont deux sont importantes, l'une pour l'histoire préhispanique du Mexique central, les Annales de Cuauhtitlan et l'autre pour l'étude de la cosmogonie aztèque, la Leyenda de los Soles. 

## Caractéristiques physiques
Selon Walter Lehman, qui l'a étudié au début du XXe siècle, le manuscrit de papier européen avait 22 cm de haut et 15 cm. Le papier était  mince et jauni. Les bords des pages étaient usés.

## Nom
La page de titre Codice Chimalpopoca est accompagnée de la date 1849 et d'une note expliquant que ce nom lui avait été donné par Charles Étienne Brasseur de Bourbourg en l'honneur d'un érudit mexicain du début du XIXe siècle, Faustino Galicia Chimalpopoca

## Histoire
L'origine du manuscrit est inconnue. Il s'agit sans doute d'une copie d'ouvrages plus anciens. Les trois parties du manuscrit ont été copiées d'une seule main. Le manuscrit est muni de pages de garde portant la généalogie du chroniqueur mexicain Fernando de Alva Cortés Ixtlilxóchitl. Bien que Ixtlilxóchitl lui-même ne fasse état nulle part dans son œuvre de ce manuscrit, il serait tentant de conjecturer qu'il en est le copiste. Au milieu du XVIIIe siècle, le célèbre collectionneur Lorenzo Boturini décrit un manuscrit qui ressemble en tous points au Codex Chimalpopoca et termine en précisant qu'il a été copié de la main d'Ixtlilxóchitl. On se trouve en terrain plus sûr à la fin du XVIIIe siècle : l'érudit mexicain Antonio de León y Gama fait une copie du manuscript, conservée à la Bibliothèque nationale de France. À la suite de la disparition du manuscrit original, probablement en 1949, la meilleure source pour l'étudier est le fac-similé photographique qu'en a fait Primo Feliciano Velázquez en 1945.

## Contenu
Le Codex Chimalpopoca est composé de trois parties sans rapport les unes avec les autres. La première partie, appelée Annales de Cuauhtitlan,  est un ouvrage en nahuatl qui tire son nom de la cité de Cuauhtitlan. Le contenu en est principalement historique. Il contient néanmoins une brève version de la légende des soleils. Cette partie occupe les pages d'1 à 68 du codex. La deuxième partie, dont le titre est Breve relación de los dioses y ritos de la gentilidad, est un court ouvrage (pages 69 à 74 du manuscrit) en espagnol d'un certain Pedro Ponce de León, qui traite de divinités et de rites aztèques. La troisième partie, appelée Leyenda de los Soles est un autre ouvrage en nahuatl qui développe une des versions les plus souvent citées de la légende des soleils (pages 75 à 84). Son titre actuel lui a été donné par Francisco del Paso y Troncoso en 1903.
La Breve relación n'est pas reprise dans le fac-similé de 1945.